# Synagoga v Litni
Bývalá synagoga stojí na severovýchodě náměstí v městysu Liteň jako čp. 72.

## Historie
Postavena byla v roce 1880 na místě starší synagogy a k náboženským účelům sloužila do 30. let 20. století. Z důvodu klesajícího počtu členů byla místní židovská obec už ve 20. letech 20. století připojena k berounské a ze zbývajících liteňských židovských obyvatel se po deportaci do koncentračních táborů domů nikdo nevrátil. V roce 1939 synagogu odkoupila obec Liteň, která ji druhé světové válce začala využívat jako hasičskou zbrojnici a v roce 1956 proběhla kvůli další adaptaci radikální přestavba se zvýšením o další, obytné patro.
Nejstarší synagogu povolil spolu se školou a hřbitovem místním Židům postavit po velké morové epidemii v roce 1680 Jaroslav hrabě Kuňata z Bubna a Litic, tehdejší majitel liteňského panství. Nová škola pak byla vystavěna v roce 1867 (nyní čp. 66, Muzeum Liteň). Tolerance židovské obce a židovských obydlí spočívala v umístění synagogy v dostatečné vzdálenosti (po silnici cca 230 metrů) od římskokatolického kostela svatého Petra a Pavla.
Nejvyšší počet židů v Litni byl 195 osob.[zdroj⁠?!]